# Asnelles

Asnelles este o comună în departamentul Calvados, Franța. În 1 ianuarie 2022 avea o populație de 641 de locuitori.